# سیاره یخ‌زده
سیاره یخ‌زده (به انگلیسی: Frozen Planet) یک مجموعه مستند از طبیعت و تولیدشده شرکت بی‌بی‌سی، شبکه تلویزیونی دیسکاوری و دانشگاه آزاد انگلستان است. این مستندات توسط واحد تاریخ طبیعی بی‌بی‌سی فیلمبرداری‌شد. از شرکای دیگر این مستندات می‌توان به زد د اف (آلمان)، آنتنا ۳ (اسپانیا) و اسکای تی‌وی (یونان) اشاره‌نمود.